# Place Henri-IV (Suresnes)
Pour les articles homonymes, voir Place Henri-IV.
La place Henri-IV est une voie publique de la commune de Suresnes, dans le département français des Hauts-de-Seine.

## Situation et accès

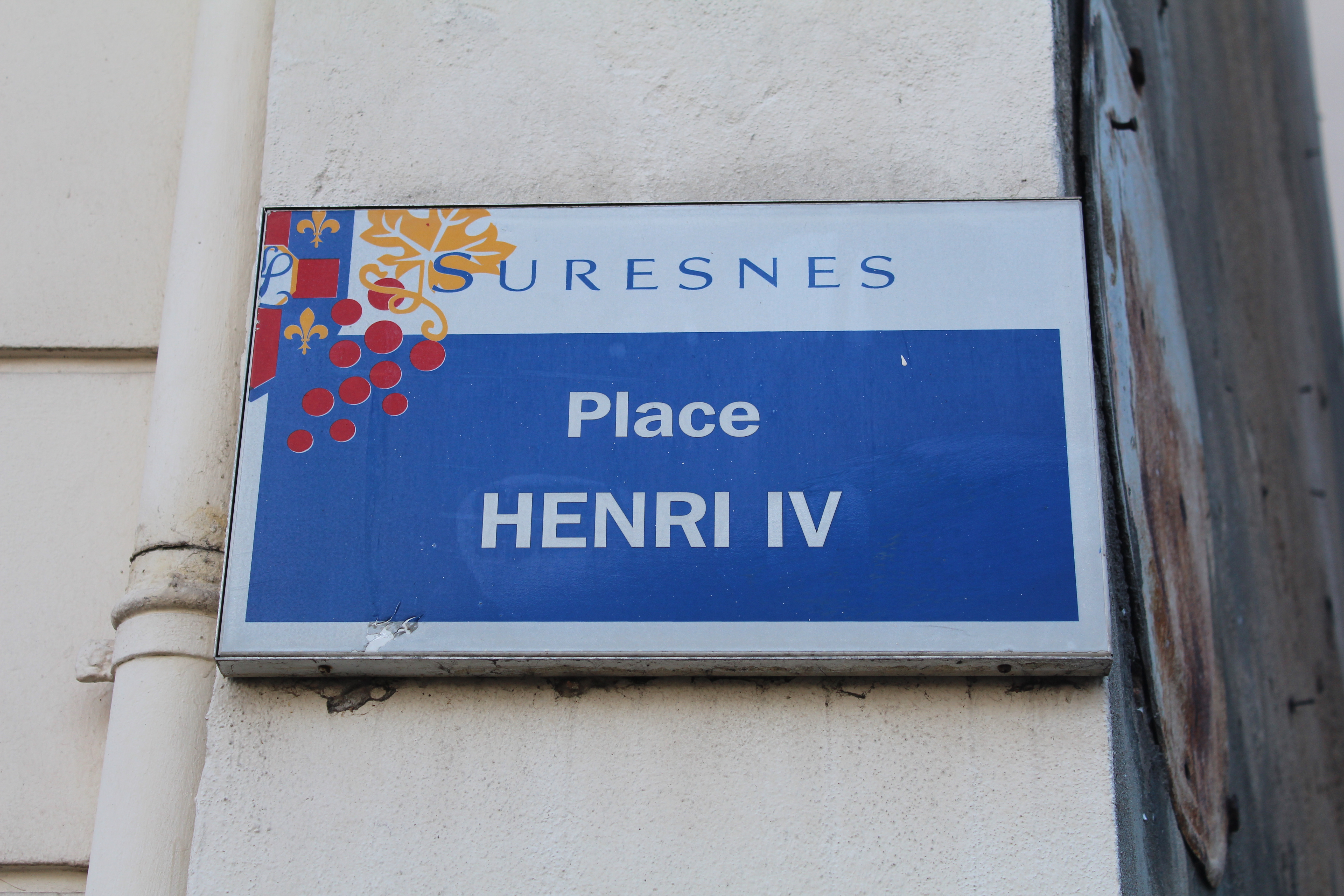
Plaque de la place Henri-IV.

Cette voie se trouve dans le bas de Suresnes, au sein du quartier historique.
Vers cette place convergent plusieurs voies de Suresnes :
- Rue de Verdun,
- Rue Ledru-Rollin,
- Rue du Bac,
- Rue du Mont-Valérien,
- Rue Émile-Zola,
- Rue Berthelot,
- Rue des Bourets.

Elle est en partie piétonne.

## Origine du nom

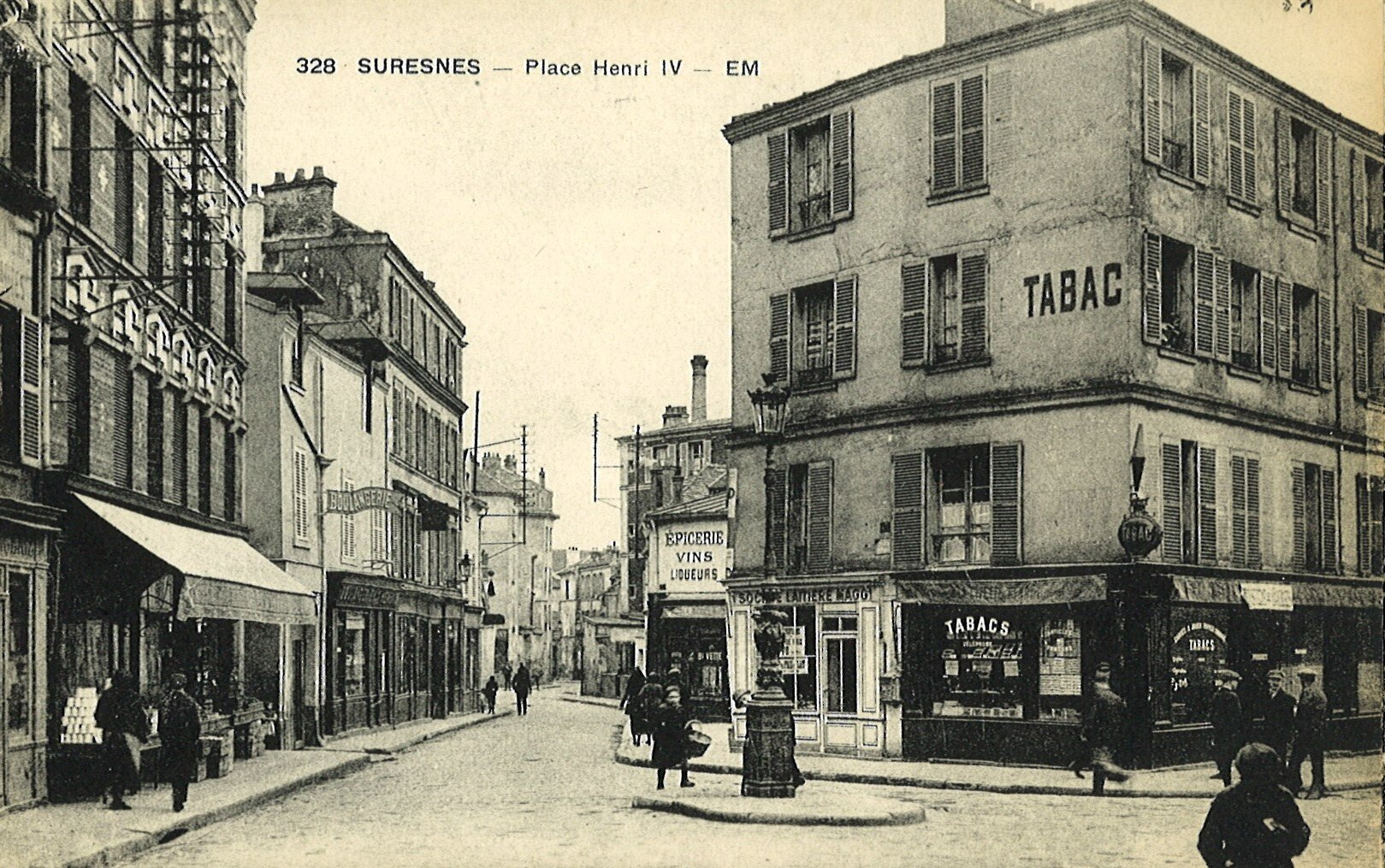
Photographie ancienne de la place Henri-IV.

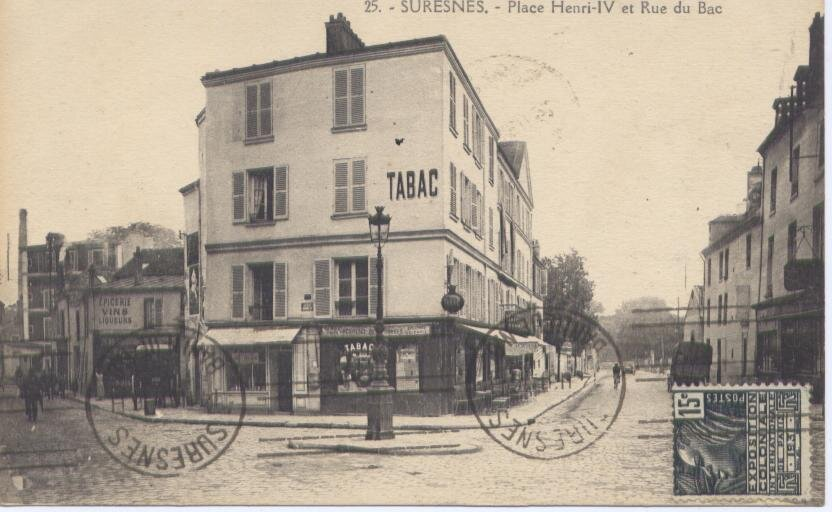
La place au croisement avec la rue du Bac sur une photographie ancienne.

Elle porte le nom du roi de France et de Navarre, Henri IV.

## Historique

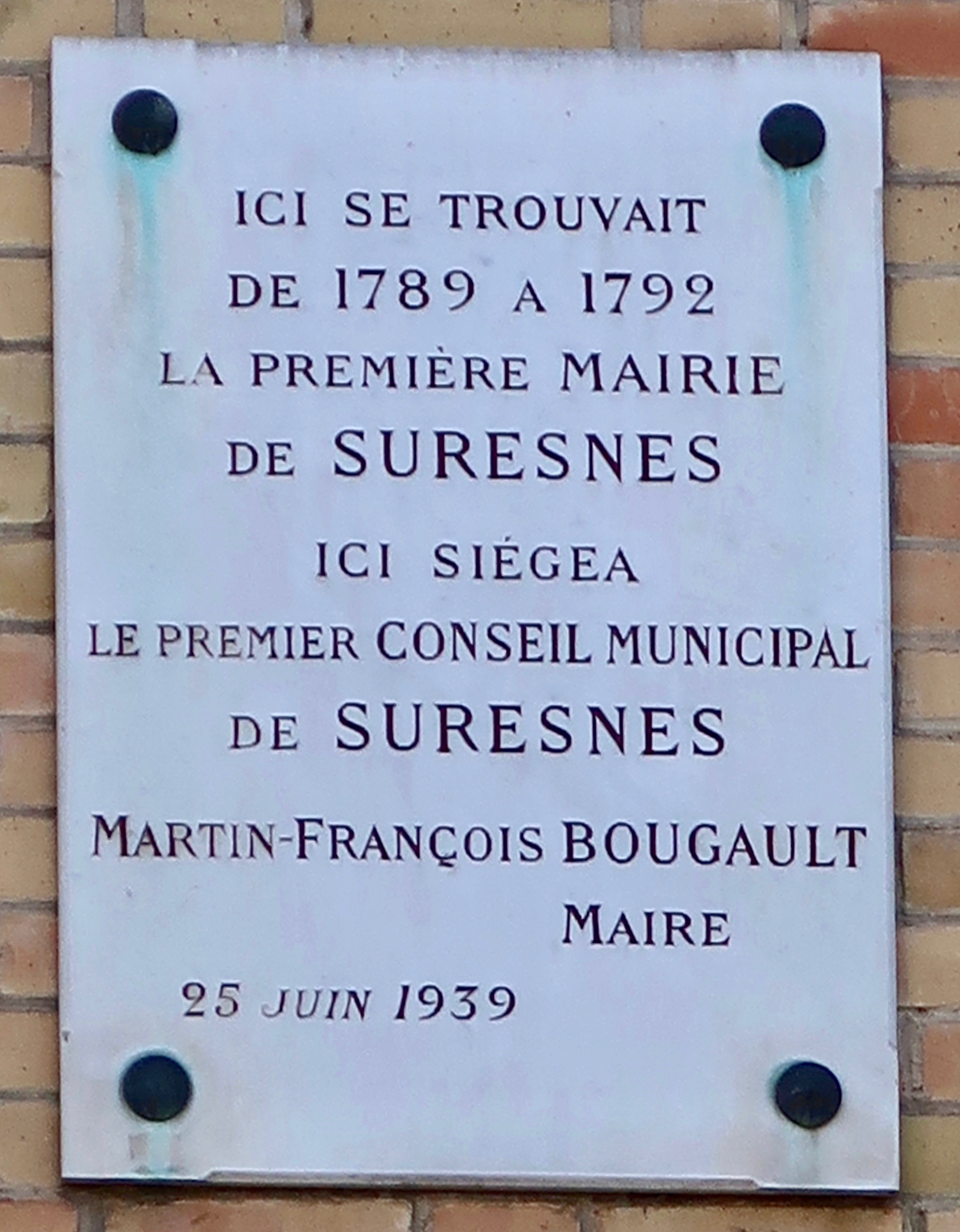
Plaque commémorative.

L'actuelle place Henri-IV était jusqu'à la Révolution divisée en deux zones : sa partie est se nommait place du Hansy, de l'allemand « Hanse », en référence à la société des marchands de l'eau, sans doute lieu de rendez-vous pour les bateliers de Suresnes ; elle est plus tard renommée place de la Liberté. Sa partie ouest se nommait carrefour Saint-Leufroy (mentionné en 1650,), puis place de la Croix, en raison d'une croix qui y était élevée ; elle est renommée place de Montagne en 1793 car un monument y avait été érigé à la gloire des Montagnards Marat et Lepeletier. 
Au niveau de l'actuelle intersection avec la rue Émile-Zola se trouvait le domicile du premier maire de Suresnes, Martin-François Bougault, transformé en mairie durant son mandat qui se déroule au début de la Révolution française. Le bâtiment originel a depuis disparu mais une plaque apposée en 1939 rend hommage au premier conseil municipal qui s'y tint,.
Une légende locale veut que Henri IV possédait une propriété à Suresnes et qu'il aimait venir s'y reposer, s'y désaltérer et y retrouver sa maîtresse Gabrielle d'Estrées, liant le souvenir du roi à l'amour et au vin ; il aurait également fait l'ascension du mont Valérien pour y rencontrer un ermite, qui lui aurait prédit sa mort tragique. Si le roi est lié à l'histoire de Suresnes car des conférences de négociation entre catholiques et protestants s'y tinrent en 1593 — sans la présence du monarque, mais qui la mentionne dans une lettre — et participèrent à mettre fin aux guerres de religion, les histoires grivoises à son sujet sont infondées, mais persistantes dans la mémoire collective. En témoigne le changement de nom en 1816, au début de la Restauration, de la place, qui devient place Henri-IV, alors que le quai voisin prend le nom « de Bourbon » — à cette époque, la croix qui avait donné son nom à la place n'existait plus —. Il demeure que la famille d'Estrées croisa l'histoire de Suresnes mais plus d'un siècle après la mort du roi : ainsi, en 1723, Madeleine Diane Beautru de Vaubrun, duchesse d'Estrées, veuve de François Annibal, duc d'Estrée et pair de France, vend une maison située carrefour du Chaussi, alors au croisement de la place et de la rue du Port-au-Vin. Par ailleurs, de 1869 à 1974, existait non loin, le long du quai Gallieni, une guinguette nommée « À la Belle Gabrielle », où était installée une fresque figurant le roi et sa maîtresse,.
De nos jours, un manège se trouve au centre de la place.

## Bâtiments remarquables et lieux de mémoire
- Une fontaine Wallace.

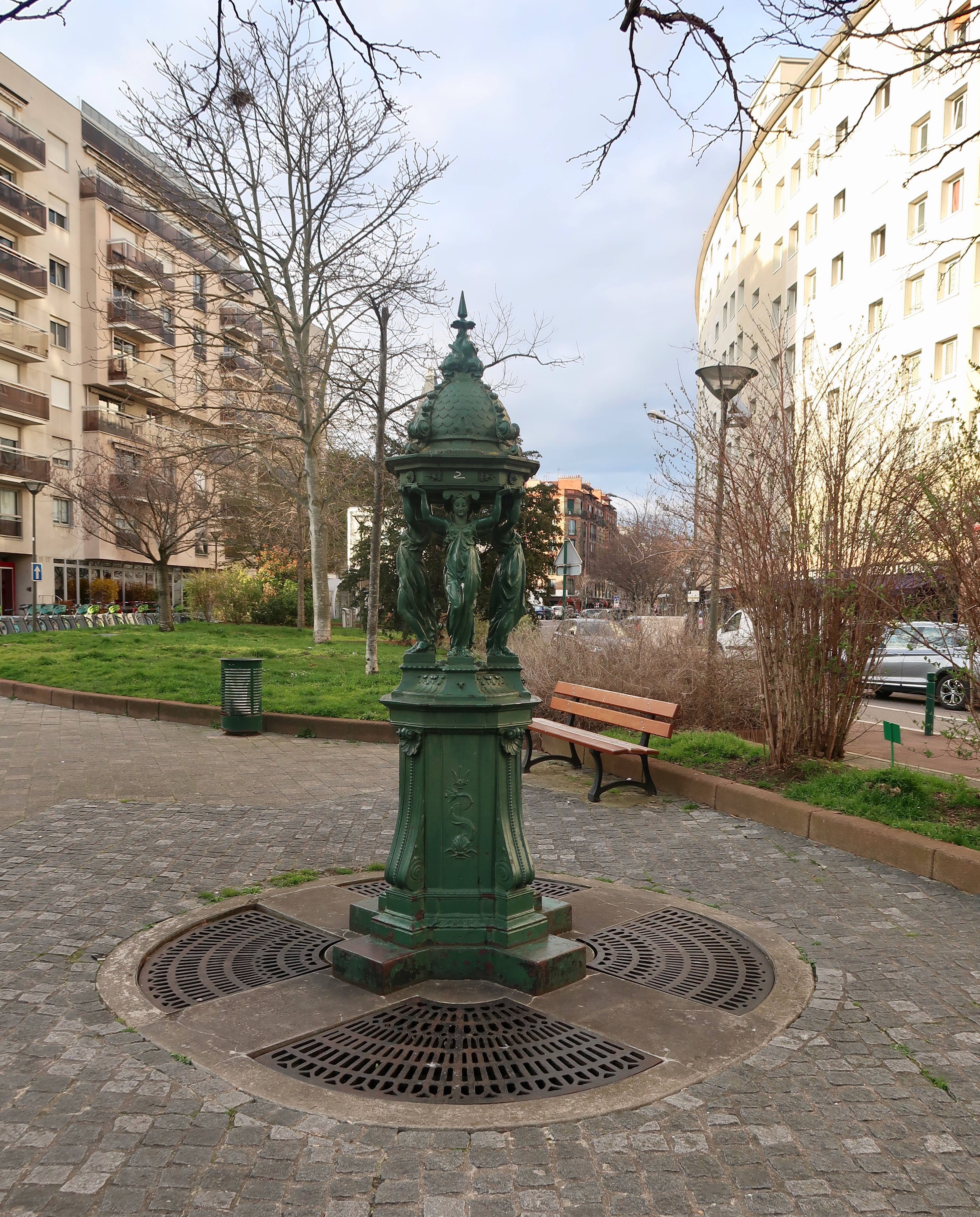
Fontaine Wallace, place Henri-IV.
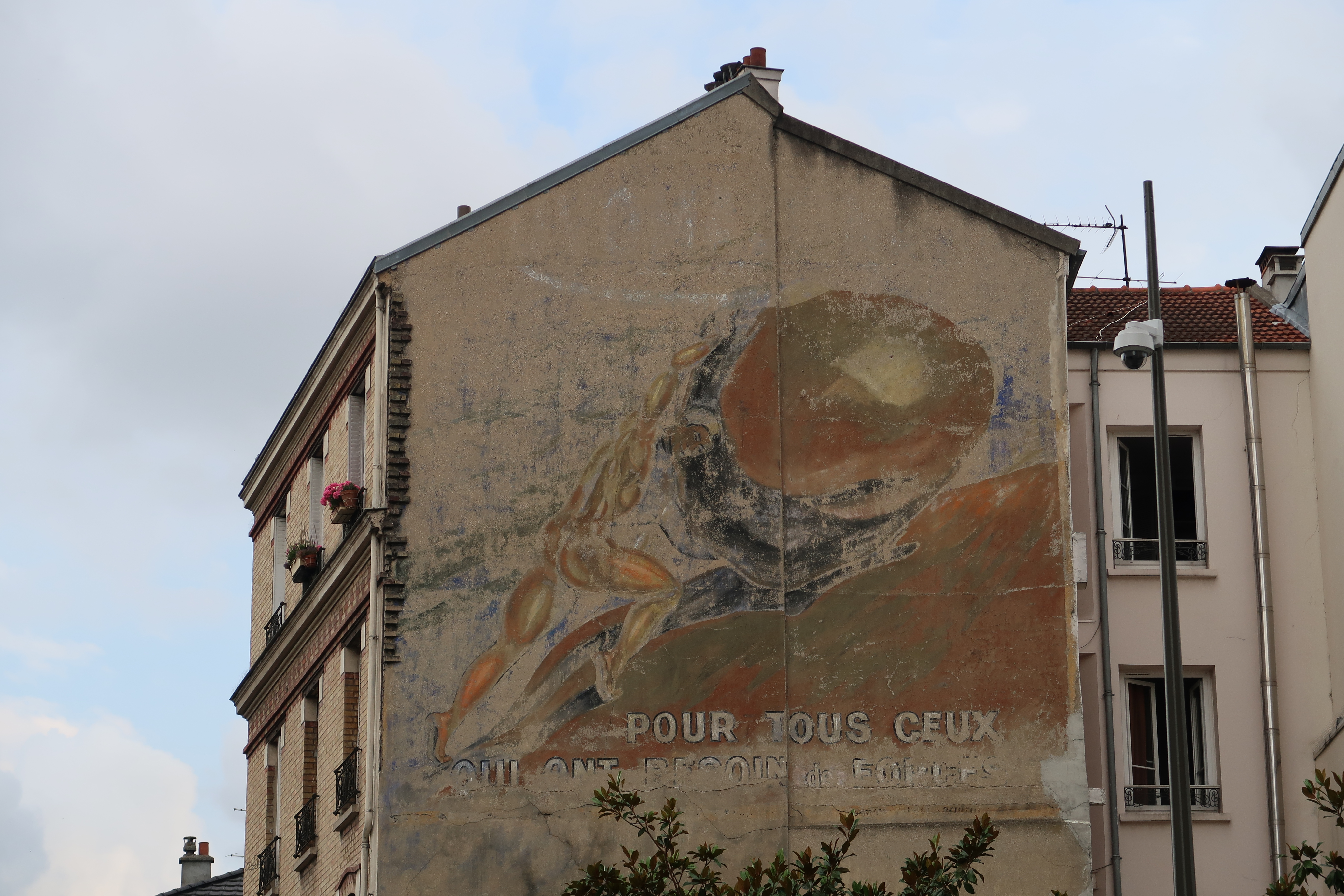
Ancienne publicité murale.
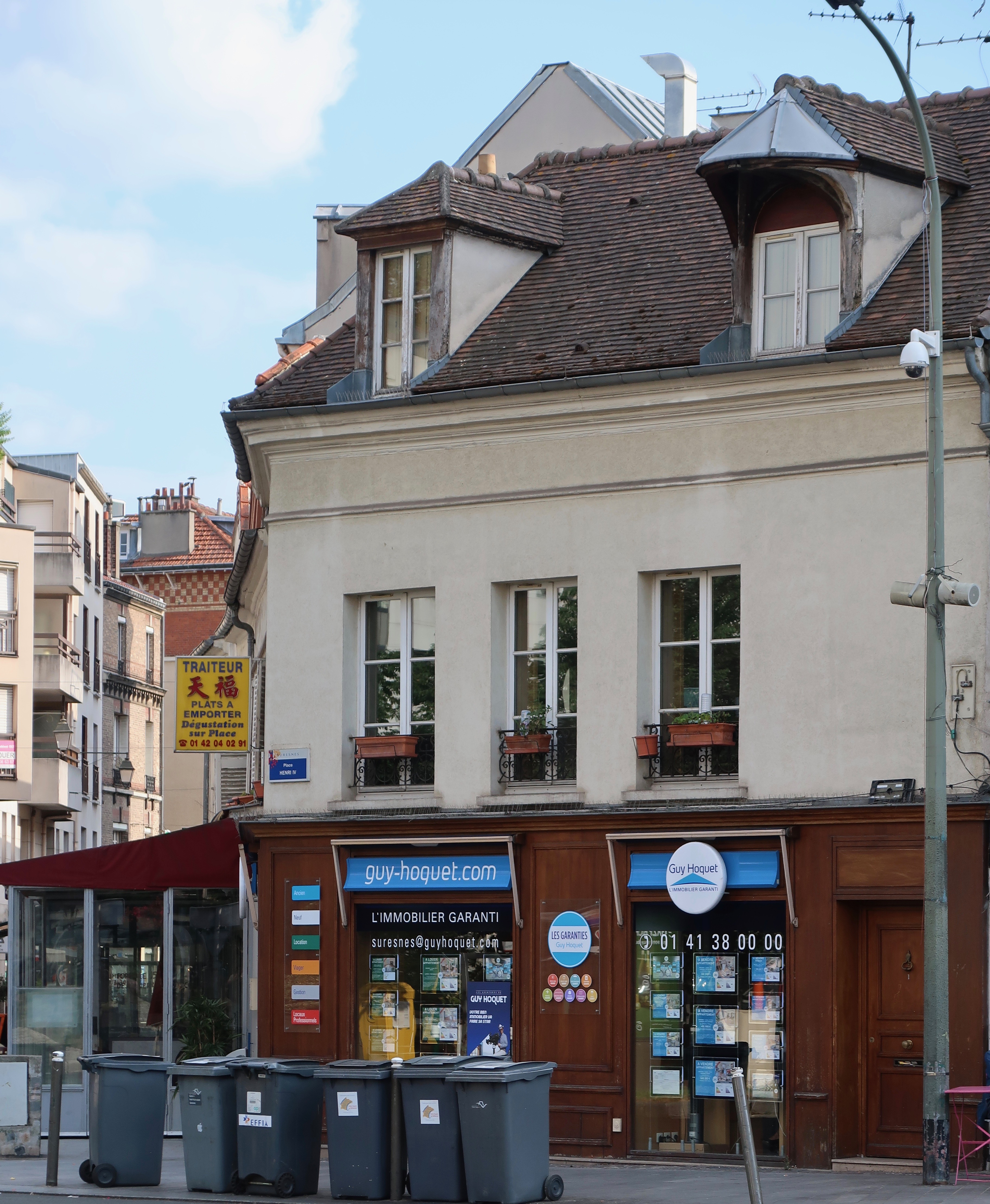
Rare maison du XVIIIe siècle à subsister à Suresnes, place Henri-IV. Elle comporte notamment des lucarnes en saillie[9].
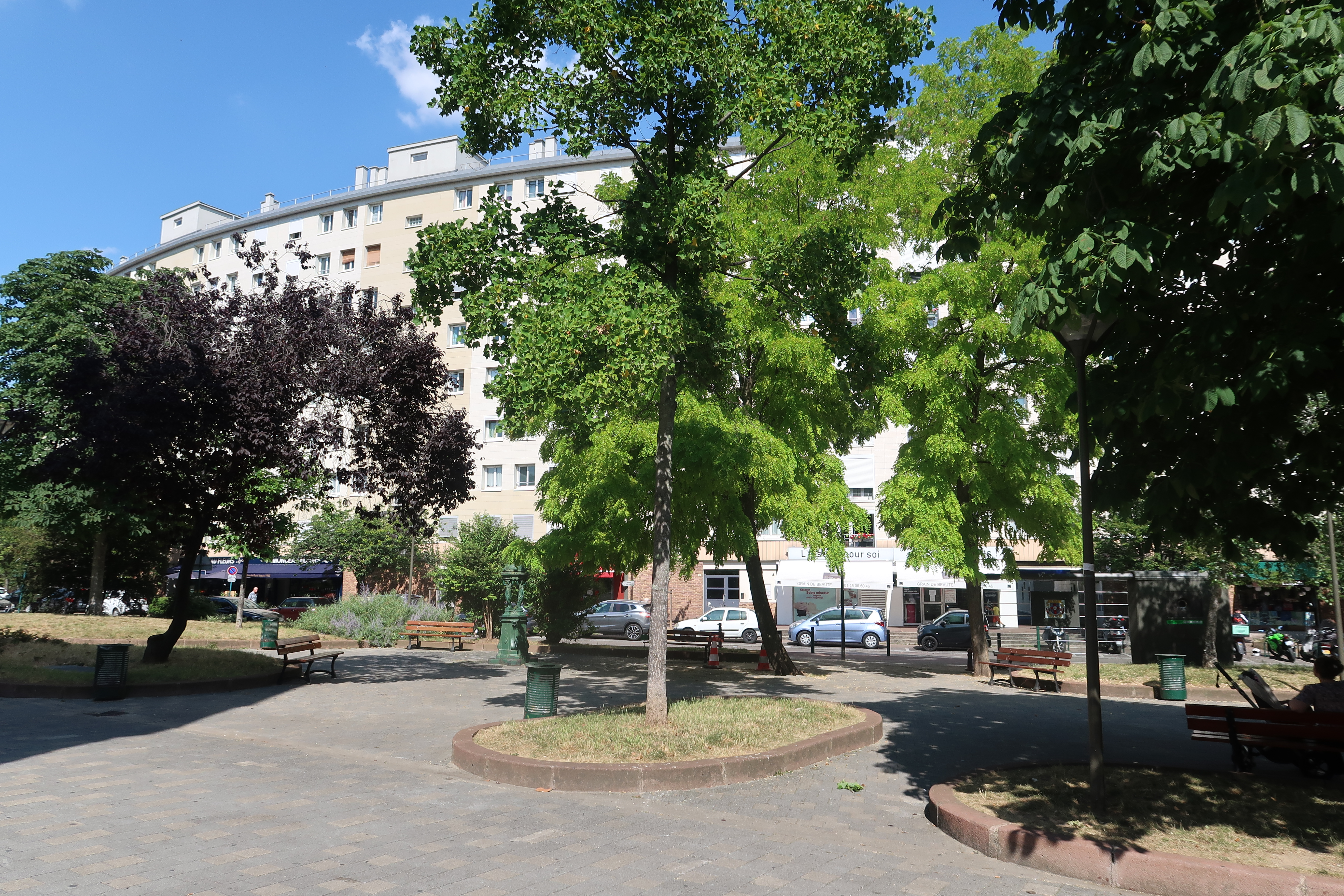

## Pour approfondir